# Sranan tongo
El sranan tongo (literalmente «lengua de Surinam») o surinamés es una lengua criolla hablada de forma nativa por unas 300 000 personas en Surinam.
El sranan tongo es un criollo basado en el inglés británico, con fuerte influencia del neerlandés, del portugués y las lenguas de África central y occidental que se desarrolló como medio de comunicación entre africanos esclavizados y colonizadores europeos. Llegó a ser la lengua franca de Surinam en el año 1667, cuando los británicos intercambiaron con los neerlandeses a Surinam por lo que hoy se conoce como Nueva York. Como se trata de una lengua compartida por comunidades de distintas lenguas (inglés, neerlandés, javanés, chino e hindustaní), muchos habitantes de Surinam la hablan como segunda lengua.

## Uso moderno
Aunque el sistema educativo formal neerlandés reprimió el sranan tongo, poco a poco fue siendo más aceptado por el establishment, especialmente durante la década de 1980, cuando fue popularizado por el dictador Dési Bouterse, quien solía pronunciar discursos nacionales en sranan tongo.
El sranan tongo sigue siendo ampliamente utilizado en Surinam y en las grandes áreas urbanas neerlandesas pobladas por inmigrantes de Surinam, especialmente en conversaciones informales, que a menudo lo mezclan libremente con el neerlandés. El cambio de código escrito entre sranan tongo y neerlandés también es común en la comunicación mediada por computadora. Las personas a menudo se saludan en sranan tongo diciendo, por ejemplo, fa waka (cómo estás), en lugar del más formal hoe gaat het (cómo estás).